# 近衛家通
近衛 家通（旧字体：近󠄁衞 家通󠄁、このえ いえみち）は、鎌倉時代前期の公卿。関白・近衛家実の長男。官位は正二位・左大臣。

## 来歴
建保2年（1214年）4月9日、元服して正五位下に初叙。後鳥羽上皇より馬を賜り、昇殿・禁色を聴されると、2日後に侍従、7月に右近衛少将、次いで9月に右近衛中将、10月に従四位下、12月に正四位下に叙せられ、摂家の嫡男として急速に出世した。建保3年（1215年）正月に12歳にして従三位に叙せられ公卿に列し、美作権守を兼ねる。同年8月に権中納言に進み12月に正三位に叙せられた。
建保4年（1216年）従二位、建保5年（1217年）に正二位に叙せられる。建保6年（1218年）正月に権大納言に任じられるが、8月に母の死去により服解、10月に復任し、12月に内大臣に昇進した。建保7年（1219年）左近衛大将を兼任、3月には右大臣に任じられ、10月に左馬寮御監に補任。
承久3年（1221年）10月に承久の乱のとばちりで九条道家が失脚すると、翌閏10月10日に後任の左大臣に任じられる。貞応3年（1224年）8月6日より痢病を患い、11日に大臣在任のまま21歳で薨御。最終官位は正二位左大臣兼左近衛大将だった。

## 人物
閑麗な顔立ちであったが、和漢の才に頗る乏しく、不柔和で寛宥の法が無かったという。

## 官歴
※以下、『公卿補任』の記載に従う。
- 建保2年（1214年）
  - 4月9日：正五位下に叙し、昇殿・禁色を聴す（今日元服す）。
  - 4月11日：侍従に任ず。
  - 7月27日：右近衛少将に任ず。
  - 9月14日：右近衛中将に転ず。
  - 10月28日：従四位下に叙す。
  - 11月16日：更に昇殿・禁色を聴す。
  - 12月1日：正四位下に叙す。
- 建保3年（1215年）
  - 正月5日：従三位に叙す。右中将如元。
  - 正月13日：美作権守を兼ぬ。
  - 8月12日：権中納言に任ず。右中将如元。
  - 12月15日：正三位に叙す。
- 建保4年（1216年）7月16日：従二位に叙す。
- 建保5年（1217年）4月9日：正二位に叙す。
- 建保6年（1218年）
  - 正月13日：権大納言に任ず。
  - 3月1日：勅授帯剣を仰せらる。
  - 8月20日：喪に服す（母）。
  - 10月16日：復任す。
  - 12月2日：内大臣に任ず。
- 建保7年（1219年）/承久元年
  - 閏2月25日：左近衛大将を兼ぬ。
  - 3月4日：右大臣に転ず。
  - 3月8日：左近衛大将如元。
  - 10月2日：左馬寮御監と為す。
- 承久3年（1221年）閏10月10日：左大臣に転ず。左大将如元。
- 貞応3年（1224年）8月11日：薨ず。享年21。